# Pteris quadrifoliata
Pteris quadrifoliata là một loài dương xỉ trong họ Pteridaceae. Loài này được L. mô tả khoa học đầu tiên năm 1759.
Danh pháp khoa học của loài này chưa được làm sáng tỏ. 